# Noël Bernard

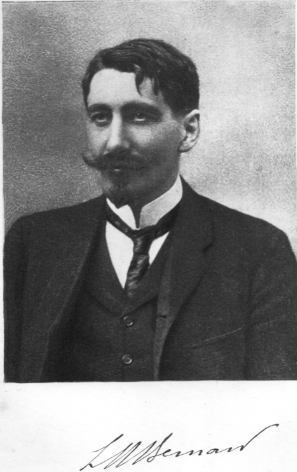
Noël Bernard

Noël Bernard (* 13. März 1874 in Paris; † 16. Januar 1911 in Saint-Benoît (Vienne)) war ein französischer Botaniker.

## Leben
Noël Bernard war der Sohn des Textilhändlers François Bernard, der bereits verstarb, als Noël fünf Jahre alt war. Noël studierte an der École normale supérieure de de la rue d’Ulm und schloss das Studium mit drei Bachelortiteln in Mathematik, Physik und Naturwissenschaften ab. Er blieb an der École normale supérieure und erstellte seine Doktorarbeit über Orchideen von Ende 1898 bis Ende 1901 unter der Anleitung von Julien Noël Costantin. Nach der Promotion wurde Bernard Assistenzprofessor in Caen. 1908 wurde er Professor an der Universität Poitiers. 1911 verstarb er an Tuberkulose.

## Orchideen
Während Orchideensamen in der Natur in verschiedensten Umgebungen erfolgreich keimen, war die Vermehrung aus Samen für Gärtner unmöglich. Im Jahr 1899 entdeckte Bernard, dass die Samen der Orchideengattung Neottia in Obst keimten, das unter gefallenem Laub lagerte und von Schimmel befallen war. Somit stand fest, dass die Schimmelpilze zur Keimung notwendig sind (Mykorrhiza). 1903 vermehrte Bernard die Samen einer Laeliocattleyahybride in einer Schimmelkultur, die von den Wurzeln der Mutterpflanze gewonnen war. Hiermit war die Grundlage der gärtnerischen Vermehrung der Orchideen aus Samen gelegt.
Spätere Wissenschaftler fanden heraus, dass es nicht die Schimmelpilze selbst sind, die für die Keimung benötigt werden, sondern dass die Pilze die notwendigen Zuckermoleküle zugänglich machen. Insbesondere Lewis Knudson (1884–1958) von der Cornell University hat sich hierbei große Verdienste erworben.

## Preise
Im Dezember 1910, kurz vor seinem Tod, erhielt Bernard den Saintourpreis der französischen Académie des sciences.

## Werke
- N. Bernard: L’évolution dans la symbiose. Les orchidées et leurs champignons commensau. In: Ann. Sci. Nat. Bot. Band 9, 1909, S. 1–196.